# Joseph P. Teasdale
Joseph Patrick Teasdale, född 29 mars 1936 i Kansas City, Missouri, död 8 maj 2014 i Kansas City, Missouri, var en amerikansk demokratisk politiker. Han var guvernör i delstaten Missouri 1977–1981.
Teasdale gick i skola i Rockhurst High School i Kansas City. Han avlade kandidatexamen vid Rockhurst University och juristexamen vid Saint Louis University. Han var åklagare för Jackson County, Missouri 1966–1972.
Teasdale utmanade ämbetsinnehavaren Kit Bond i guvernörsvalet i Missouri 1976 och vann. Fyra år senare förlorade han guvernörsvalet mot företrädaren Bond.